# Edward Wojtas
Edward Wojtas (ur. 1 marca 1955 w Wólce Modrzejowej, zm. 10 kwietnia 2010 w Smoleńsku) – polski polityk i samorządowiec, w latach 2002–2003 i 2005–2006 marszałek województwa lubelskiego, od 2007 do 2010 poseł na Sejm VI kadencji.

## Życiorys
Syn Stanisława i Zofii. W 1979 ukończył studia na Wydziale Ekonomicznym Uniwersytetu Marii Curie-Skłodowskiej w Lublinie. Od 1976 był członkiem Zjednoczonego Stronnictwa Ludowego, następnie wstąpił do Polskiego Stronnictwa Ludowego. Od 2005 stał na czele zarządu wojewódzkiego PSL.
W latach 1995–1997 był zastępcą dyrektora Wydziału Zdrowia w Lubelskim Urzędzie Wojewódzkim. Od 1997 do 1998 pracował jako dyrektor generalny tego urzędu. W latach 1998–2007 pełnił funkcję radnego sejmiku województwa lubelskiego I, II i III kadencji. Od października 1998 do grudnia 2002 był członkiem zarządu województwa lubelskiego. 2 grudnia 2002 został powołany na stanowisko marszałka, decyzja ta została jednak uchylona przez wojewodę, a Edward Wojtas funkcję utracił 11 stycznia 2003. Marszałkiem województwa został ponownie 23 maja 2005, zajmując to stanowisko do 1 grudnia 2006.
W wyborach parlamentarnych w 2007 uzyskał mandat poselski z listy PSL, otrzymując w okręgu lubelskim 8375 głosów. Kandydował bez powodzenia w wyborach do Parlamentu Europejskiego w 2009, miał objąć dodatkowy mandat przypadający Polsce na mocy traktatu lizbońskiego.
Zginął w katastrofie polskiego samolotu Tu-154M w Smoleńsku 10 kwietnia 2010 w drodze na obchody 70. rocznicy zbrodni katyńskiej. 24 kwietnia tego samego roku został pochowany na cmentarzu przy ul. Lipowej w Lublinie. Jego ciało zostało ekshumowane 7 września 2017 w związku z prowadzonym w Prokuraturze Krajowej śledztwem w sprawie katastrofy smoleńskiej.
W 2010 odsłonięto tablice pamiątkowe poświęcone Edwardowi Wojtasowi – umieszczoną na ścianie kolumbarium przy Alei Zasłużonych na cmentarzu przy ul. Lipowej w Lublinie oraz przed urzędem gminy w Siedliszczu. Jego imieniem nazwano zbiornik wodny w Majdanie Zahorodyńskim (2010), Centrum Kulturalno-Sportowe w Kocudzy Drugiej (2011), przebudowany odcinek ulicy Do Dysa w Lublinie (2012) oraz most na Wiśle w Kamieniu (2015)

## Odznaczenia
W 2000 został wyróżniony Złotym Krzyżem Zasługi. W 2010 został pośmiertnie odznaczony Krzyżem Komandorskim Orderu Odrodzenia Polski.